# HD 98560
HD 98560，又名CP-63 1881，SAO 251357、HR 4384，是一颗恒星，视星等为5.99，位于銀經293.25，銀緯-3.46，其B1900.0坐标为赤經11h 15m 5.4s，赤緯-64° -3.46′ 11″。